# Persea donnell-smithii
Persea donnell-smithii là loài thực vật có hoa trong họ Nguyệt quế. Loài này được Mez miêu tả khoa học đầu tiên năm 1892.